# Le Thil-Riberpré

Le Thil-Riberpré este o comună în departamentul Seine-Maritime, Franța. În 1 ianuarie 2022 avea o populație de 239 de locuitori.